# 雙面林心如
《雙面林心如》是台湾女歌手林心如的第一张專辑。於2001年3月14日發行。

## 歌曲列表
1. 投怀送抱
2. 云深深雨濛濛
3. 夜宿兰桂坊
4. 谁都不爱
5. 不设防
6. 冬眠地图
7. 新浪漫
8. 爱情小说
9. 每一种男生
10. 你这样爱我

- 香港版新增了一首粵語歌曲「趴拿趴拿」為第1首，其他曲目為第2-11首。